# Шевченкове (Березівський район)
Шевче́нкове — село Раухівської селищної громади у Березівському районі Одеської області в Україні. Населення становить 580 осіб.

## Історія
До 1920 року Шевченкове називалось хутор Ламзаки який належав поміщику Реміху. В тому ж 1920 році там було створено радгосп ім. Тараса Шевченка.
У 1925 році ленінградський Путилівський завод передав радгоспу пять тракторів. Неподалік радгоспу жили переселенці з Київщини та Поділля які організовували ТСОЗи (товариства спільного обробітку землі). 6 листопада 1926 року керівництво радгоспу уклало договір про оранку землі із ТСОЗом, головою якого був Шевченко І. Г. Приблизно в цей час Наркомзем УРСР Шліхтер О.Г. запропонував створити зразковий прокатний механізований пункт. За рекомендацією заступника керуючого "Укррадгоспєднання" Маркевича О.М. він був створений на базі радгоспу. 
В 1927 році десять трактористів колони почали оранку цілини. В цьому ж році колона "засіяла по чорному пару 400 гектарів озимої пшениці і зорала 1200 гектарів". У 1928 році 14 тракторних колон радгоспу ім. Шевченка Березівського району Одеської області були реорганізовані в першу державну машинно-тракторну станцію. Пізніше Маркевича було назначено директором першої в СРСР машинно-тракторна станції (МТС).

## Населення
Згідно з переписом 1989 року населення селища становило 678 осіб, з яких 309 чоловіків та 369 жінок.
За переписом населення 2001 року в селищі мешкало 579 осіб.

### Мова
Розподіл населення за рідною мовою за даними перепису 2001 року:
| Мова       | Чисельність | Відсоток |
| ---------- | ----------- | -------- |
| українська | 520         | 89,66%   |
| російська  | 27          | 4,65%    |
| вірменська | 21          | 3,62%    |
| болгарська | 7           | 1,21%    |
| білоруська | 3           | 0,52%    |
| румунська  | 1           | 0,17%    |
| гагаузька  | 1           | 0,17%    |
| Усього     | 580         | 100%     |